# 9985 Akiko

9985 Akiko

9985 Akiko eller 1996 JF är en asteroid i huvudbältet som upptäcktes den 12 maj 1996 av de båda astronomerna, japanen Hiroshi Abe och den skotts-australiensiske Robert H. McNaught i Yatsuka. Den är uppkallad efter den japanske amatörastronomen Akiko Yamamoto.
Asteroiden har en diameter på ungefär 3 kilometer.